# ハロウィン (2018年の映画)
『ハロウィン』（原題：Halloween）は、2018年のアメリカのスラッシャー映画。デヴィッド・ゴードン・グリーンが監督、グリーン、ジェフ・フラドリー、ダニー・マクブライドが脚本を務めた。
映画「ハロウィンシリーズ」の第11作目。1978年に公開された同名映画の続編であり、また過去のすべての続編に遡って連続性（後付け設定）を持たせている。ジェイミー・リー・カーティスとニック・キャッスルが、それぞれローリー・ストロードとマイケル・マイヤーズを再演している。
批評家から概ね好意的な評価を得ており、多くの人が「最高のハロウィン続編」「シリーズの復権」と評価し、カーティスの演技、グリーン監督の演出、スコア、殺陣について特に高い評価を得ている。全世界での興行収入は2億5500万ドルを超え、1996年に『スクリーム』が打ち立てた記録を更新するとともに、いくつかの興行記録を打ち立て、スラッシャー映画としては最高の興行収入を記録した。
続編の『ハロウィン KILLS』は2021年に公開され、『ハロウィン THE END』は2022年に公開された。

## ストーリー
プロローグ
2018年10月29日、ハドンフィールドでの大量殺人の後40年の間、精神病院に収容されてきたマイケル・マイヤーズの最高警備刑務所への移送が準備されている。実犯罪ポッドキャスト配信者のアーロン・コーリーとダナ・ハインズが精神病院を訪れ、アーロンはマイケルとの面会時にマイケルが1978年に着けていたマスクを見せるが徒労に終わる。
ハドンフィールドでは、前作で生き残った女性 ローリー・ストロードがマイケルを恐れて暮らしている。彼女は酒に溺れ、要塞のような自宅から滅多に外に出ない。娘のカレンとは関係がこじれており、カレンが12歳の時から州の判断で引き離されて暮らしている。ローリーの孫娘であるアリソンは彼女との関係を保とうと努力していた。
序盤
翌日、マイケルの移送時にバスが事故を起こし患者らは通りに逃げ出す。事故を目撃した父子が車を停めて状況を探るが、マイケルは2人を殺してその車を奪ってハドンフィールドへと舞い戻る。
10月31日の朝、逃亡中のマイケルは、アーロンとダナが姉ジュディスの墓を訪れているのを目撃する。彼は2人をガソリンスタンドまで尾行して殺害した上に、つなぎ作業衣を手に入れるため修理工も殺して、アーロンの車にあった自分のマスクを取り戻す。
1978年にマイケルを逮捕した保安官代理のフランク・ホーキンスはマイケルが脱走したことを知り、バーカー保安官にマイケルの危険性を納得させようとする。ローリーもマイケルの脱走を知りカレンに警告しようとするが、カレンは耳を貸さず、逆に自分の思う通りにやるがいいと突き放される。
中盤
その夜、アリソンは恋人のキャメロンが仮装パーティーで浮気しているのに気付き、彼とオスカーを置き去りにする。一方、ジュリアンという男児の子守をしているアリソンの親友ヴィッキーとその恋人デイヴがマイケルに襲われる。デイヴは殺され、ヴィッキーはジュリアンを守ろうと犠牲になり、ジュリアンは逃げて警察に通報が入る。
ホーキンスとローリーは無線で事件を聞き知り、ジュリアンの家に駆けつける。ローリーは40年ぶりにマイケルを目撃する。彼女はマイケルが逃げる前に彼を撃ち、弾は肩に当たる。警察はローリー、カレン、その夫レイをローリーの家に連れて行き警護し、家の前にはパトカーが張り付く。ホーキンスは「アリソンを探し出して家族と再会させる」と約束する。
マイケルの精神科医であるランビール・サルテイン医師は、ルーミス医師のかつての教え子だが、バーカーにマイケルを捕まえる支援をするように言いくるめる。
一方、アリソンとオスカーがパーティーから帰っているところ、マイケルがオスカーを殺すが、間一髪でホーキンスとサルテインがアリソン救助に駆けつける。ホーキンスは車でマイケルを轢き頭を撃とうとするが、サルテインはホーキンスの首をメスで刺しホーキンスはその場で倒れる。
マイケルの逃走を仕組んだのはサルテインであり、自然状態でのマイケルを研究するのが目的だったと明らかになる。サルテインは次に、アリソンと意識を失ったマイケルを後部座席に閉じ込めて、ローリーの家へ向かう。
終盤
マイケルが目を覚まし、サルテインを殺す間にアリソンは現場から逃げ出す。マイケルはローリー宅の外にいた警官2人の不意をついて殺す。レイは、警官2人だと思って「アリソンは見つかったか」と聞こうとして迎えに出たところ、マイケルにより絞め殺されてしまう。
ローリーはマイケルとの一騎打ちに入る前に、なんとかカレンを避難部屋にかくまう。ローリーはマイケルに重傷を負わせ、指を何本か撃ち落とすが、マイケルは反撃してローリーの腹部を刺してバルコニーから押し落とす。
マイケルがローリーの遺体を確認しに行くと、数十年前の最初の対決と同じくそこに遺体はない。アリソンがたどり着き、ローリーを大声で呼んだため、マイケルがやって来てカレンはそのあごを撃ち抜く。ローリーが急に現れマイケルを襲い、カレンとアリソンの助けを借りてマイケルを避難部屋に閉じ込める。
3人は家を炎で包み、ローリーはマイケルに別れを告げ気を失う。カレンとアリソンはローリーを病院に連れて行こうとして、すぐに通りがかりの車をヒッチハイクする。
エピローグ
燃え上がる地下室の最後の様子が映るが、マイケルはどこにも見当たらない。ポストクレジットシーンではマイケルの息遣いが聞こえ、まだ彼が生き残っていることを暗示する。

## キャスト
※括弧内は日本語吹替。

### 主要人物
マイケル・マイヤーズ
演：ニック・キャッスル、ジェームズ・ジュード・コートニー
40年前にローリーを恐怖に陥れた、希代の大量殺人鬼。40年間ずっと精神病院に収容されてきたが、最高警備刑務所への移送中に事故のどさくさに脱走し、仮装パーティー中のハドンフィールドの街を恐怖のどん底に陥れる。
マスクを着用し、包丁を片手に殺人を行う。言葉を発することはほぼなく、物陰からターゲットを視認した後に、静かに殺人を続ける。
ローリー・ストロード
演：ジェイミー・リー・カーティス（幸田直子）
前作において、マイケルから逃れた女性。40年間ずっと、酒に溺れながらマイケルに怯えて生きてきた。その事もあり、娘のカレンとの関係はこじれてしまっている。
マイケルの逃亡を知り、家族を守るためショットガンを手にして果敢にマイケルに立ち向かう。

### ローリーの家族
カレン・ネルソン
演：ジュディ・グリア（魏涼子）
ローリーの娘。旧姓はストロード。幼い頃からローリーによって、射撃や護身術などを教え込まれていた。終盤、マイケルに地下室に追い込まれ、ショットガンを手にしたが、「自分には撃てない」と演技してマイケルを騙して発砲した。
アリソン・ネルソン
演：アンディ・マティチャック（美山加恋）
ローリーの孫で、カレンの娘。
レイ・ネルソン
演：トビー・ハス
カレンの夫。

### 警察と医師
フランク・ホーキンス
演：ウィル・パットン（菊池康弘）
1978年にマイケルを逮捕した保安官代理。サルテイン医師によって、首を刺されて死亡した……と思われたが、次作において生存していたことが明かされる。
ランビール・サルテイン医師
演：ハルク・ビルギナー（蓮岳大）
マイケルの精神科医で、ルーミス医師のかつての教え子。マイケルの全てを知りたいと望み、マイケルの逃走を仕組んだ張本人。
サミュエル・ルーミス医師
演：コリン・マハン
前作において、主人公の一人。本作では声のみの出演。

### その他
キャメロン・イーラム
演：ディラン・アーノルド
アリソンの恋人。仮装パーティーで浮気していた所を、アリソンに見られる。
ヴィッキー
演：ヴァージニア・ガードナー
アリソンの親友。
デイヴ
演：マイルズ・ロビンス
ヴィッキーの恋人。

## 製作

### 構想
2011年6月、『ハロウィンⅡ』（2009年）の続編、『Halloween 3D』の製作が進められていると報じられたが、企画は結局頓挫するに至った。
2015年2月、パトリック・メルトンとマーカス・ダントンがハロウィンシリーズの新作映画の脚本を執筆することになったと報じられた。6月15日、ワインスタイン・カンパニーがハロウィンシリーズの映画を別にもう1本製作する意向であるとの報道があった。その作品は『Halloween Returns』と題され、『ハロウィン』（1979年）と『ハロウィンⅡ』（1981年）の流れに属する作品になる予定だった。10月22日、プロデューサーのマレク・アッカドは『Halloween Returns』の製作を延期すると発表した。12月、『Halloween Returns』の企画が没になり、ディメンション・フィルムズがハロウィンシリーズの権利を手放す決断を下したと報じられた。2016年5月24日、ブラムハウス・プロダクションズとミラマックスは共同でハロウィンシリーズの新作映画を製作すると発表した。

### 脚本執筆およびプリ・プロダクション
2016年、シリーズの産みの親であるジョン・カーペンターが本作の製作総指揮を務めることになったと報じられた。カーペンターがシリーズに関与するのは『ハロウィンIII』（1982年）以来のことであった。本作に関する重要な決定は全てカーペンターの同意の下に行われた。カーペンターはロブ・ゾンビによるリメイク版『ハロウィン』でマイケル・マイヤーズの過去が詳しく描かれたことに不満を抱いており、本作ではマイケルの過去のほとんどが明かされることなくストーリーが展開されることになった。
当初、本作の監督にはアダム・ウィンガードが起用される予定だった。ところが、カーペンターから激励のメールをもらったウィンガードはそれだけで満足してしまい、監督を辞退することとなった。2017年2月9日、デヴィッド・ゴードン・グリーンが本作の監督に起用され、脚本はグリーンとダニー・マクブライドが共同で執筆することになったと報じられた。
製作チームはシリーズのリブートではなく、シリーズ第1作と第2作に連なる作品を製作することにした。その結果、第2作以降で展開されたストーリー全てが無視され、第1作のエンディングが修正されることになった。後に、マクブライドは「第2作以降のストーリーを無視したのはそれ以降の作品を低く評価しているからではない。ハロウィンシリーズは各作品の繋がりが複雑怪奇になっており、それを温存するよりはあえて縮減した方が良い作品になると考えた」という主旨の釈明をしている。

### キャスティング
2017年9月、ジェイミー・リー・カーティスが再度ローリー・ストロードを演じることになったと報じられた。カーティスはグリーンとマクブライドの脚本を一読して感動し、すぐに出演を決めたのだという。10月、ジュディ・グリアが本作の出演交渉に臨んでいるとの報道があった。12月7日、アンディ・マティチャックがキャスト入りした。12月20日、ニック・キャッスルがマイケル・マイヤーズ役に復帰すると報じられた。2018年1月13日、ヴァージニア・ガードナー、マイルズ・ロビンス、ディラン・アーノルド、ドリュー・シャイドの出演が決まった。16日、ウィル・パットンが本作に出演することになったとの報道があった。7月27日、ルーミス医師を登場させるに当たって、ドナルド・プレザンスに似た声を持つ俳優が起用されたと報じられた。
なお、シリーズ第4作と第5作でローリーの娘、ジェイミー・ロイドを演じたダニエル・ハリスは本作に出演することを望んでいたが、それは叶わなかった。

## 興行収入
本作は公開初週末に7000万ドル前後を稼ぎ出すと予想されていたが、実際の数字はそれを上回るものとなった。2018年10月19日、本作は全米3928館で封切られ、公開初週末に7622万ドルを稼ぎ出し、週末興行収入ランキング初登場1位となった。この数字はシリーズ最高の数字である。